# Love Sick: The Series 2
 (février 2024).
Si vous disposez d'ouvrages ou d'articles de référence ou si vous connaissez des sites web de qualité traitant du thème abordé ici, merci de compléter l'article en donnant les références utiles à sa vérifiabilité et en les liant à la section « Notes et références ».
Love Sick: The Series Remainders
Love Sick: The Series 2 (thaï :  รักวุ่น วัยรุ่นแสบ) est une série thaïlandaise diffusée en 2015 sur Modernine TV qui fait suite à Love Sick: The Series.

## Synopsis
Noh, un lycéen, a besoin d'argent pour son club de musique. Il va demander l'aide de Phun, un autre lycéen, secrétaire du conseil des étudiants. Celui-ci accepte à une condition : que Noh joue le rôle de son petit ami. En effet, Phun veut que sa sœur Pang, fan de yaoi, soit de son côté pour parler à son père. Phun sort déjà avec une fille, Aim, mais son père veut qu'il sorte avec une autre fille. Pour contrecarrer le plan de son père, Phun veut passer pour un homosexuel devant sa sœur.

## Distribution
- Noh : Kongyingyong Chonlathorn
- Phun : Phumphothingam Nawat
- Earn : Luangsodsai Anupart
- Pang : Nuchanart Veerakaarn
- Aim : Chindavanich Primrose
- Yuri : Charnmanoon Pannin
- Jeed : Nungira Hanwutinanon
- Khom : Nontapan Chuenwarin
- Taengmo/Mo : Sita Maharavidejakorn Main
- Moan : Patcharawat Wongtossawati